# Pierluigi Angeli
Pierluigi Angeli (* 14. März 1938 in Dro) ist ein italienischer Politiker.

## Werdegang
Nach seinem Jura-Studium an der Universität Parma betätigte sich Angeli in der Politik. Als Parteimitglied der Democrazia Cristiana war er Abgeordneter des Regionalparlaments von Trentino-Südtirol und von 1969 bis 1971 Assessor für Tourismus und Handel der Regionalregierung. Von 1973 bis 1978 diente er als Assessor für Landwirtschaft, von 1978 bis 1983 für öffentliche Arbeiten, Urbanistik, lokale Körperschaften und Bauwesen.
1984 und 1985 stand Angeli als Präsident der Region Trentino-Südtirol der Regionalregierung vor, von 1985 bis 1988 war er Landeshauptmann des Trentino. Von 1988 bis 1992 war er schließlich Präsident des Landtags.
| Personendaten    | Personendaten           |
| ---------------- | ----------------------- |
| NAME             | Angeli, Pierluigi       |
| KURZBESCHREIBUNG | italienischer Politiker |
| GEBURTSDATUM     | 14. März 1938           |
| GEBURTSORT       | Dro                     |